# Юсеф Мустафа Зада
Юсеф Мустафа Зада (англ. Youssef Moustafa Zada) (13 січня 1958) — єгипетський дипломат. Надзвичайний і Повноважний Посол Єгипту в Україні (2005-2008).

## Життєпис
Закінчив Каїрський університет, економічний факультет
У 1981—1983 рр. — дипломатичний аташе Інституту дипломатичних досліджень
У 1983—1984 рр. — третій секретар Департаменту міжнародних організацій
У 1984—1988 рр. — другий секретар Генерального консульства Єгипту в Лондоні (Велика Британія)
У 1988—1990 рр. — другий секретар Міністерства закордонних справ в штаб-квартирі
У 1990—1992 рр. — перший секретар Посольства Єгипту в Дамаску (Сирія)
У 1992—1993 рр. — перший секретар Посольства Єгипту в Алжирі (Алжир)
У 1993—1994 рр. — перший секретар Департаменту безпеки Міністерства закордонних справ
У 1994—1998 рр. — радник Посольства Єгипту в Сінгапурі (Сінгапур)
У 1998—1999 рр. — радник відділу Дипломатичного протоколу Міністерства закордонних справ
У 1999—2000 рр. — радник Посольства Єгипту в місті Гватемала (Гватемала)
У 2000—2003 рр. — повноважний міністр Посольства Єгипту в Кувейті (Кувейт)
У 2003—2005 рр. — повноважний міністр — заступник директора Інституту дипломатичних досліджень
У 2005—2008 рр. — Надзвичайний і Повноважний Посол Єгипту в Києві (Україна)
У 2008—2010 рр. — посол — директор міжнародного відділу конференцій
У 2010—2013 рр. — Генеральний консул Єгипту в Нью-Йорку (США)
У 2013—2015 рр. — Консул Єгипту в Ріо-де-Жанейро (Бразилія)
З 2015 року — Надзвичайний і Повноважний Посол Єгипту у Варшаві (Польща)